# Euphylidorea similis
Euphylidorea similis là một loài ruồi trong họ Limoniidae. Chúng phân bố ở miền Tân bắc.